# Pla de Maria
El Pla de Maria és una muntanya de 894 metres que es troba al municipi de Conesa, a la comarca de la Conca de Barberà. Aquest pla forma part d'una elevació de les obagues del riu corb amb vegetació eurosiberiana pinedes de pinassa I pi roig entre rouredes de fulla petita , és un dels punts mes alts de l'entorn fregant els 900 m.